# Svatopluk Sýkora
Svatopluk Sýkora (ur. 11 sierpnia 1925 w Czadcy) – czechosłowacki lekkoatleta, chodziarz.
Podczas igrzysk olimpijskich w Rzymie (1960) zajął 14. miejsce w chodzie na 50 kilometrów.
Reprezentował klub Slavia Praga.

## Rekordy życiowe
- chód na 50 kilometrów – 4:18:36 (1959)